# ناحیه هاگنر (شهرستان کاس، ایلینوی)
ناحیه هاگنر، شهرستان کاس، ایلینوی (به انگلیسی: Hagener Township) یک منطقهٔ مسکونی در ایالات متحده آمریکا است که در شهرستان کاس، ایلینوی واقع شده‌است. ناحیه هاگنر ۳۸۱ نفر جمعیت دارد و ۱۳۸ متر بالاتر از سطح دریا واقع شده‌است.